# جون جولدسميث
جون جولدسميث (بالإنجليزية: John Goldsmith)‏ (1 أبريل 1766 بإنجلترا في المملكة المتحدة - 15 مارس 1845) هو لاعب كريكت بريطاني (وحمل سابقاً جنسية المملكة المتحدة لبريطانيا العظمى وأيرلندا ومملكة بريطانيا العظمى).